# Better Days (komiks)
Better Days – komiks internetowy autorstwa Amerykanina Jaya Naylora. Opowiada historię rodziny Blacków – matka Sheila samotnie wychowująca bliźniacze rodzeństwo: córkę Lucy i syna Fiska. Akcja dzieje się głównie w Atlancie w stanie Georgia, czas akcji to ostatnie ćwierćwiecze XX wieku. Bohaterowie to furry (antropomorficzne zwierzęta): koty, myszy, psy, króliki itp.

## Opis fabuły
Komiks podzielony jest na rozdziały, w których chronologicznie przedstawione jest życie Blacków. Komiks podejmuje tematy takie jak: miłość, przyjaźń, seks, ale także problem religii, przemocy, nierządu. Nastrój jest zmienny, humorystyczny podczas różnych zabawnych anegdotek, ale i poważny, podczas przedstawiania problemów codziennego życia i prób uporania się z nimi przez bohaterów.

## Spis rozdziałów
Od 18 kwietnia 2003 ukazało się 25 pełnych rozdziałów, po czym komiks został zakończony. Obecnie powstaje jego kontynuacja o nazwie „Original Life”.
| 1  | "Honest Girls" ("Szczere dziewczyny") | 18 kwietnia 2003     | 6  |  |  |  |
| 1  | Fisk prosi siostrę, by ta doręczyła jego list miłosny do pewnej ładnej dziewczyny z jej klasy. Sprawy jednak komplikują się, gdy liścik zostaje zgubiony. |                      |    |  |  |  |
|    | |                      |    |  |  |  |
| 2  | "How to Impress" ("Jak zaimponować") | 9 maja 2003          | 7  |  |  |  |
| 2  | Fisk zastanawia się, jak wywrzeć wrażenie na rodzicach Jenny – dziewczyny, która wpadła mu w oko. Z pomocą przychodzi Lucy, która przedstawia mu analogiczną sytuację w Biblii. Fisk jednak źle interpretuje przedstawiony mu fragment... |                      |    |  |  |  |
|    | |                      |    |  |  |  |
| 3  | "My Sister’s Keeper" ("Opiekun mojej siostry") | 2 czerwca 2003       | 13 |  |  |  |
| 3  | Pod nieobecność mamy, Fisk podaje swojej siostrze złe lekarstwa, gdy ta choruje. Życie Lucy wisi na włosku, na szczęście jednak wszystko kończy się jej powrotem do zdrowia. |                      |    |  |  |  |
|    | |                      |    |  |  |  |
| 4  | "The Bedbutter Chronicles" ("Kroniki pani Bedbutter") | 18 lipca 2003        | 9  |  |  |  |
| 4  | W wyniku różnicy światopoglądów Fiska i jego nauczycielki, pani Bedbutter, Sheila zostaje wezwana do szkoły na rozmowę z nią. Popiera jednak syna, co kończy się kłótnią między obiema paniami. Całe zajście słyszy dyrektor szkoły, który próbuje umówić się z Sheilą. |                      |    |  |  |  |
|    | |                      |    |  |  |  |
| 5  | "Predators" ("Drapieżnicy") | 18 sierpnia 2003     | 16 |  |  |  |
| 5  | Sheila idzie na randkę z dyrektorem Longfellowem. Utrzymuje on, że poznał jej męża podczas wojny w Wietnamie i kwestionuje jego wierność żonie podczas dni służby. Inaczej twierdzą jednak jego przyjaciele i przełożeni. Gdy Sheila chce wyjaśnić to z Longfellowem, dochodzi do gwałtu. W porę pojawia się Fisk, który nokautuje dyrektora, uderzając go kijem bejsbolowym. Longfellow umiera w szpitalu, w wyniku komplikacji pooperacyjnych – najprawdopodobniej wkład w to mieli jednak przyjaciele Sheili i jej zmarłego męża. |                      |    |  |  |  |
|    | |                      |    |  |  |  |
| 6  | "Tough Love" ("Ciężka miłość") | 13 października 2003 | 23 |  |  |  |
| 6  | Fisk zawiera znajomość z hieną o imieniu Nikki. Bardzo szybko dochodzi jednak między nimi do seksu. Na wieść o tym, Sheila rozmawia z panią psycholog, która dochodzi do wniosku, że duża chęć współżycia u Nikki może być wynikiem jakichś traumatycznych wydarzeń z jej przeszłości. Okazuje się, że jej ojciec to poszukiwany przez FBI gwałciciel. Zostaje zabity, po czym Nikki oddana jest do rodziny zastępczej. |                      |    |  |  |  |
|    | |                      |    |  |  |  |
| 7  | "Of Mice and Idiots" ("Myszy i idioci") | 2 stycznia 2004      | 31 |  |  |  |
| 7  | Dla Lucy i Fiska rozpoczyna się nowy rok szkolny. Większość ich rówieśników osiągnęła wiek dojrzewania – oprócz koleżanki Lucy, Elizabeth. Lucy zmusza Fiska, by ten umówił się z nią na randkę. Ten nie jest tym zachwycony, ale niespodziewanie wymuszone spotkania przeradzają się w prawdziwe uczucie. Ostatecznie, Fisk i Elizabeth zostają przyjaciółmi. |                      |    |  |  |  |
|    | |                      |    |  |  |  |
| 8  | "Chess" ("Szachy") | 19 kwietnia 2004     | 8  |  |  |  |
| 8  | Fisk odbywa dyskusję z jednym z przyjaciół rodziny o sensie ludzkiej egzystencji i wojen na świecie. |                      |    |  |  |  |
|    | |                      |    |  |  |  |
| 9  | "Lucy’s Mom" ("Mama Lucy") | 17 maja 2004         | 22 |  |  |  |
| 9  | Piłkarz ze szkoły, Ted, umawia się z Lucy. Robi to jednak tylko dlatego, żeby spróbować zawrzeć znajomość z jej matką. Gdy mówi o tym Sheili, ta wścieka się na niego, a on sam mówi Lucy prosto w twarz, jakie były motywy jego postępowania i łamie jej serce. |                      |    |  |  |  |
|    | |                      |    |  |  |  |
| 10 | "Brother’s Arms" ("Bratnie ramiona") | 2 sierpnia 2004      | 20 |  |  |  |
| 10 | Lucy jest załamana po wyznaniach Teda. „Na nogi” stara się postawić ją Fisk. W rezultacie, rodzeństwo całuje się, a następnie uprawia seks. |                      |    |  |  |  |
|    | |                      |    |  |  |  |
| 11 | "Armed and Amorous" ("Uzbrojeni i zakochani") | 15 października 2004 | 52 |  |  |  |
| 11 | Zaniepokojona o swoje bezpieczeństwo w trakcie ewentualnych randek, mająca cały czas w pamięci starcie z Longfellowem, Sheila postanawia wziąć kilka lekcji samoobrony od swojego sąsiada Sama Tobsa, którego małżeństwo znajduje się w kryzysie. Zaczyna się z nim spotykać. Żona Sama odkrywa ich poczynania i postanawia wyprowadzić się od męża, zabierając ze sobą ich syna – jednocześnie będącego przyjacielem Fiska. Sam także przeprowadza się, ale jego znajomość z Sheilą trwa.                                           |                      |    |  |  |  |
|    | |                      |    |  |  |  |
| 12 | "Exemplary Girls" ("Wzorowe dziewczyny") | 15 kwietnia 2005     | 50 |  |  |  |
| 12 | Fisk umawia się na tańce z tej okazji z siostrą szkolnej cheerleaderki, czym nie okaże się później zachwycony. Lucy spotyka się z Randym, szkolnym kobieciarzem. Sprawy przybierają jednak zły obrót, gdy po spędzonej razem nocy Lucy odkrywa, że w wyniku niedostatecznego zabezpieczenia mogła się czymś zarazić. |                      |    |  |  |  |
|    | |                      |    |  |  |  |
| 13 | "Thicker than Water" ("Gęstsze niż woda") | 7 października 2005  | 29 |  |  |  |
| 13 | Rodzina Blacków udaje się do Virginii, by ostatni raz zobaczyć umierającego ojca Sheili. Poznają także jej siostrę, Bobbie, a także jej córkę Persię. Po powrocie do domu, muszą podjąć decyzję o swojej przyszłości. Lucy zamierza udać się na Uniwersytet Georgia, Fisk decyduje się na wstąpienie do armii. |                      |    |  |  |  |
|    | |                      |    |  |  |  |
| 14 | "All the Wrong Places" ("Wszystkie te złe miejsca") | 16 stycznia 2006     | 44 |  |  |  |
| 14 | Lucy zawiera kontakt ze swoimi współmieszkankami z akademika Uniwersytetu Georgii. Zaleca Tommy’emu, chłopakowi jednej z jej wpółlokatorek, Rachel, by zerwał z nią, gdyż ta zdradza go od czasu do czasu. W odwiedziny do Lucy przybywa Fisk. |                      |    |  |  |  |
|    | |                      |    |  |  |  |
| 15 | "Reconciliation" ("Pojednanie") | 19 czerwca 2006      | 12 |  |  |  |
| 15 | Fisk zostaje ranny podczas skoku spadochronowego. Pielęgniarką, która go opatruje, okazuje się być Nikki – hiena, z którą Fisk miał romans w wieku 10 lat. Nikki wyjaśnia mu motywy swojego postępowania i opowiada swoje życie. |                      |    |  |  |  |
|    | |                      |    |  |  |  |
| 16 | "Lucy Black" ("Lucy Black") | 31 lipca 2006        | 33 |  |  |  |
| 16 | Podczas swoich praktych w CNN, Lucy zajmuje się sprawami polityki. Tommy natomiast musi stawić czoła swoim rodzicom, którym nie podoba się, że spotyka się z niechrześcijańską dziewczyną, którą jest Lucy. |                      |    |  |  |  |
|    | |                      |    |  |  |  |
| 17 | "Trial by Fire" ("Próba ognia") | 24 listopada 2006    | 36 |  |  |  |
| 17 | Trwają przygotowania do wesela Sheili i Sama. Tuż przed końcem służby Fiska w armii, zostaje powołany do operacji Pustynna Burza. Podczas misji ratunkowej, oddział Fiska zostaje osaczony na środku pustyni. |                      |    |  |  |  |
|    | |                      |    |  |  |  |
| 18 | "Reacquainted" ("Zapoznani na nowo") | 30 marca 2007        | 30 |  |  |  |
| 18 | I wojna w Zatoce Perskiej ma się ku końcowi. Fisk jeszcze raz próbuje spotkać się z Nikki, nie udaje mu się to jednak. Musi zmierzyć się ze swoim lękiem przed wojną, zastanawia się także, co będzie robił po zakończeniu służby. Odmawia sparaliżowanemu przyjacielowi pomocy przy samobójstwie. |                      |    |  |  |  |
|    | |                      |    |  |  |  |
| 19 | "Party Girls" ("Imprezowiczki") | 13 lipca 2007        | 41 |  |  |  |
| 19 | Robert oświadcza się Jessice. Obydwoje spędzają swoje wieczory: kawalerski i panieński. Traf chce, że przypadkiem odbywają się one w jednym hotelu, tuż obok siebie. |                      |    |  |  |  |
|    | |                      |    |  |  |  |
| 20 | "The Art of Living" ("Sztuka życia") | 3 grudnia 2007       | 29 |  |  |  |
| 20 | Fisk, Bethany, Lucy i Tommy jadą do Nowego Jorku, gdzie Beth dostała szansę na wystawienie obrazów w galerii sztuki. Jednocześnie wyznaje ona Fiskowi, że po jego wyjściu z wojska chciałaby związać się z nim na stałe. |                      |    |  |  |  |
|    | |                      |    |  |  |  |
| 21 | "Father’s Footsteps" ("Śladami ojca") | 14 marca 2008        | 18 |  |  |  |
| 21 | Wojsko oferuje Fiskowi dokończenie roboty zaczętej za życia przez jego ojca. Fisk dowiaduje się, że ojciec oprócz pobytu w Wietnamie „bronił ojczyzny” także w innych miejscach na świecie, a organizacja dla której pracował była czymś z władzą pomiędzy CIA a rządem amerykańskim. Przyjmuje propozycję, wiedząc że będzie kimś w rodzaju tajnego agenta. |                      |    |  |  |  |
|    | |                      |    |  |  |  |
| 22 | "Roll Play" ("Gra fabularna") | 16 maja 2008         | 24 |  |  |  |
| 22 | Pod nieobecność jednego z kolegów, Tommy namawia Lucy na udział w sesji gry RPG. Niespodziewanie, Lucy radzi sobie najlepiej spośród wszystkich biorących udział w grze. |                      |    |  |  |  |
|    | |                      |    |  |  |  |
| 23 | "Persia" ("Persia") | 8 sierpnia 2008      | 37 |  |  |  |
| 23 | Jessica jest w ciąży. Fisk wyrusza, by odnaleźć Persię, po której ślad zaginął gdy po kłótni z matką zaczęła angażować się w biznes pornograficzny. |                      |    |  |  |  |
|    | |                      |    |  |  |  |
| 24 | "Men and Women" ("Mężczyzna i kobieta") | 15 grudnia 2009      | 38 |  |  |  |
| 24 | |                      |    |  |  |  |
|    | |                      |    |  |  |  |
| 25 | "Better Days" ("Lepsze Dni") | 27 kwietnia 2009     | 10 |  |  |  |
| 25 | |                      |    |  |  |  |

## Postacie
Główne: Fisk Black, Lucy Black, Sheila Black
Pierwszoplanowe:, Elizabeth Wachsman, Samuel Tobs, Bethany, Tommy Peterson
Drugoplanowe:, Robert Kelso, pani Hollings, Jerry Wachsman, Kelly Wachsman, żona Samuela Tobsa, Ryan Tobs, Randy Steelworth, Bobbie, Persia, Jessica, Robert, Amy, Rachel, Carlos Tores, pani Catadze, Aron, Shanikwa „Nikki” Jenkins
Poboczne i epizodyczne: Cindy, Jenny, Fang, Larry, Elise, Marissa, Marvin Lipschitz, Andrea, Tony, państwo Fosterowie, Cindy Southside, D’anna Dirkland, matka Tommy’ego, kapitan White, Alejandro, Nicholas, Clarisse, Desdemona, major Kane, Karen Hagel, Pauly, Sparky Dias, Tim, Milo, Mikey, Ralphie,
ojciec Sheili, Harvey Longfellow, matka Sheili, Eunice Bedbutter